# Omogo (Ehime)
La Villa de Omogo (面河村 Omogo-mura?) fue una villa del Distrito de Kamiukena en la Región de Chuyo (中予地方 Chūyo-chihō?) de la Prefectura de Ehime. A partir del lema "Omogo, hacia donde las aguas sagradas del Ishizuchi fluyen" fue una villa de montaña que apostó al turismo. En el año 2004, debido a una fusión desaparece y pasa a formar parte del Pueblo de Kumakogen.

## Características
Se encontraba en la zona central de la Prefectura de Ehime y limitaba con la Prefectura de Kōchi. 
Está rodeada por montañas, de las cuales la más famosa es el Monte Ishizuchi que es el más alto de Japón Occidental (西日本 Nishi-Nihon?), y además el 95% de su territorio está cubierta por montes y zonas de pendiente muy pronunciada. 
En su zona central es atravesada por los ríos Omogo que nace en el Monte Ishizuchi, y Wariishi (割石川 Wari'ishi-gawa?) que nace en el Paso de Wariishi (割石峠 Wari'ishi-tōge?). Ambos se dirigen hacia el sur y confluyen en cercanías del Puente de Tsusen (通仙橋 Tsūsenkyō?), allí cambian su rumbo un poco hacia el oeste y siguen en dirección hacia lo que fue la Villa de Mikawa. Posteriormente sigue avanzando recibiendo caudal de varios afluentes, atravesando las villas de Mikawa (en donde cambia su nombre al de Río Niyodo) y Yanadani, ambas forman parte del actual Pueblo de Kumakogen de la Prefectura de Ehime. Su recorrido continúa por la Prefectura de Kōchi hasta desembocar finalmente en el Océano Pacífico.
Su principal vía de acceso fue la Ruta Nacional 494, que la comunicaba con la Ciudad de Matsuyama y también le permitía acceder a la Ruta Nacional 33.

## Clima
La temperatura promedio es de unos 11~12 grados y entre los meses de diciembre y marzo puede llegar a nevar.

## Origen del Nombre
El nombre de Omogo fue seleccionado el 1° de enero de 1934 al momento de cambiar el nombre de la villa que hasta entonces era Villa de Somagawa (杣川村 Somagawa-mura?). El motivo de la elección se debió a que se buscaba fomentar el turismo centrado en el curso del Río Omogo. En cuanto a la cuestión del origen de la denominación de término Omogo no está muy claro, pero hay registros que hacen referencia a un Monte Omogawa (面川山 Omogawa-san?), y se cree que se empezó a escribir 面河 en lugar de 面川.

## Historia
- 1934: Se forma la Villa de Omogo.
- 1937: Llega la energía eléctrica.
- 1945: Como consecuencia de un tifón, se producen derrumbes, rotura de puentes e inundaciones.
- 1947: Se presenta ante el parlamento de la Prefectura un proyecto para la construcción de una represa.
- 1955: Se crea el Parque Nacional de Ishizuchi (石鎚国定公園 Ishizuchi-kokuteikōen?).
- 1958: Se aprueba la construcción de la Represa de Omogo (面河ダム Omogo-damu?).
- 1960: Se procede al traslado de la gente que quedaría afectada por la construcción de la Represa de Omogo. En ese mismo año se inician las obras.
- 1963: Se inaugura la represa.
- 1970: Se inaugura la ruta que se dirige hacia el Monte Ishizuchi.
- 1974: La Villa de Omogo asume el compromiso de conservar la naturaleza.
- 1975: Se aprueba el lema "Omogo, hacia donde las aguas sagradas del Ishizuchi fluyen".
- 1989: Centenario de la Villa (aunque como Villa de Omogo tiene una historia más corta).
- 2004: El 1° de agosto se fusiona con el Pueblo de Kuma y las villas de Mikawa y Ehime, todas del Distrito de Kamiukena, para formar el Pueblo de Kumakogen.